# Brachystylum nigrum
Brachystylum nigrum är en tvåvingeart som beskrevs av Macquart 1855. Brachystylum nigrum ingår i släktet Brachystylum och familjen parasitflugor.
Artens utbredningsområde är Belgien. Inga underarter finns listade.